# كامل غرغور
كامل فايق غرغور (12 نوفمبر 1887 - 19 مايو 1972) سياسي وطبيب لبناني. ولد في بيروت. بدأ دراسة الطب سنة 1904 في جامعة القديس يوسف، وتخرج منها طبيباً سنة 1908. عيّن وزيراً للصحة والإسعاف العام في مايو 1932، في حكومة المديرين برئاسة شارل دباس، ووزيراً للصحة والإسعاف العام في يناير 1934، في حكومة المديرين برئاسة عبد الله بيهم، ووزيراً للأشغال العامة في يناير 1938، في حكومة خير الدين الأحدب الخامسة. توفي عن عمر 84 عاماً.